# Schloss Diersfordt

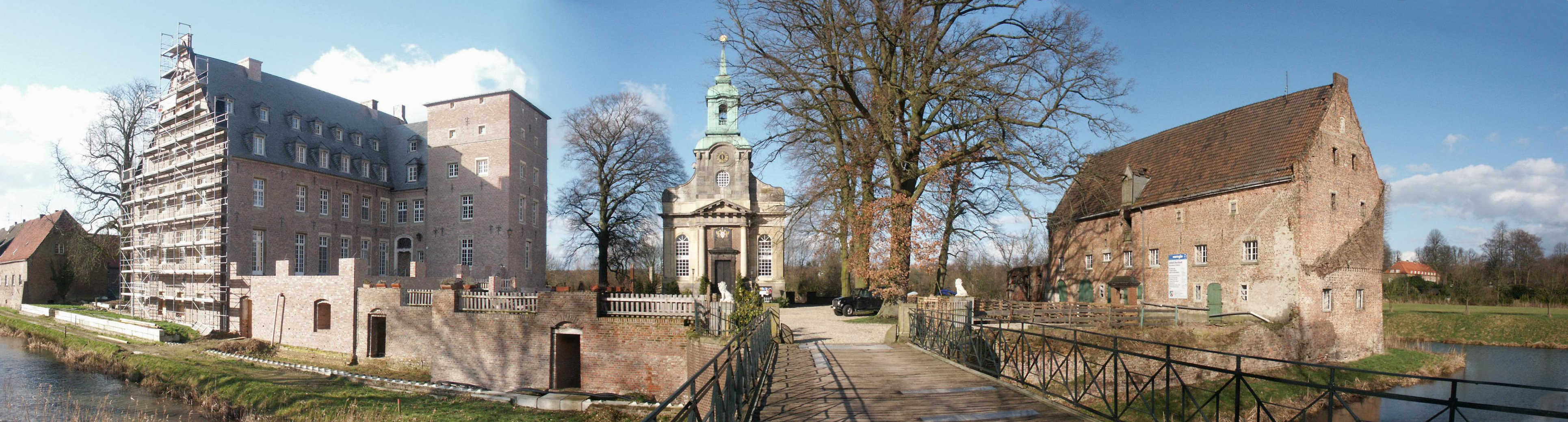
Panorama der Schlossinsel von Süden gesehen

Das Schloss Diersfordt ist ein Wasserschloss im Weseler Stadtteil Diersfordt, das auf eine mittelalterliche Burg der Herren von Wylich zurückgeht und eine rund 700-jährige Geschichte vorweisen kann.
Als Lehen der Grafen von der Mark sowie der Herzöge von Kleve war die Anlage nach Aussterben der von Wylich von 1831 bis in die 1990er Jahre im Besitz der Grafen zu Stolberg-Wernigerode. Beide Familien bauten sie aus und schließlich zu einem Schloss im Stil des Spätbarocks um. Durch einen Brand im Jahr 1928 vollkommen zerstört, wurde es ab 1929 stark vereinfacht neu errichtet. Lediglich ein Gebäude der Vorburg blieb bis in die heutige Zeit nahezu unverändert.
Ein Gebäude der Schlossanlage dient heute als Hotel und eines als Heimatmuseum.

## Beschreibung
Die Schlossanlage steht auf dem Areal einer alten, ausgetrockneten Rheinschlinge unweit des Diersfordter Waldsees etwa 5,5 Kilometer nordwestlich des Stadtkerns von Wesel. Inmitten eines Landschaftsgartens stehen die meisten Schlossgebäude auf einer 150 × 60 Meter messenden, rechteckigen Insel, die an drei Seiten von einer rund 20 Meter breiten Gräfte umgeben ist. Ein zweiter, schmalerer Wassergraben zeugt davon, dass die Anlage früher von einem doppelten Grabensystem umgeben war. Von Süden führt eine etwa 350 Meter lange Allee auf die Schlossbrücke aus dem Jahr 1868/69 zu. Die aus dem 18. Jahrhundert stammenden Alleen mussten im Laufe der Zeit allesamt abgeholzt werden und sind genauso wenig erhalten wie die einstigen barocken Gartenanlagen östlich und nördlich des Schlosses. Lediglich die Ruine eines alten Gartenpavillons sowie ein Orangeriegebäude aus dem letzten Viertel des 18. Jahrhunderts erinnern noch an die ehemaligen Gärten, die zwischen 1823 und 1836 verschwanden. Die älteste bisher nachgewiesene Bausubstanz der Anlage datiert in das 14. Jahrhundert.

### Hauptgebäude
Wie alle Gebäude auf der Schlossinsel ist das Haupthaus auf einem Pfahlrost aus Eichenpfählen errichtet. Das zweigeschossige Gebäude aus Backstein besitzt einen annähernd L-förmigen Grundriss, der sich aus einem rechteckigen Baukörper mit nahezu quadratischem, flankierendem Eckturm an der Nordost-Ecke ergibt. Während der Turm von einem flachen, pfannengedeckten Pyramidendach abgeschlossen ist, besitzt das übrige Gebäude ein hohes Satteldach, das sich an der Dachform der mittelalterlichen Wirtschaftsgebäude orientiert. Das äußerlich schlichte Haupthaus stammt vom Ende der 1920er Jahre und bezieht teilweise Bauteile eines Vorgängerbaus aus dem 18. Jahrhundert mit ein, so zum Beispiel die Eingangstür mit barocker Hausteinfassung und Oberlicht. Der westlichen Fassade ist eine Terrasse vorgelagert, unter der sich heute noch die Fundamente und Gewölbe der mittelalterlichen Burg befinden. Im Inneren sind in einigen Räumen noch Ausstattungsmerkmale des Barocks erhalten.

### Schlosskirche

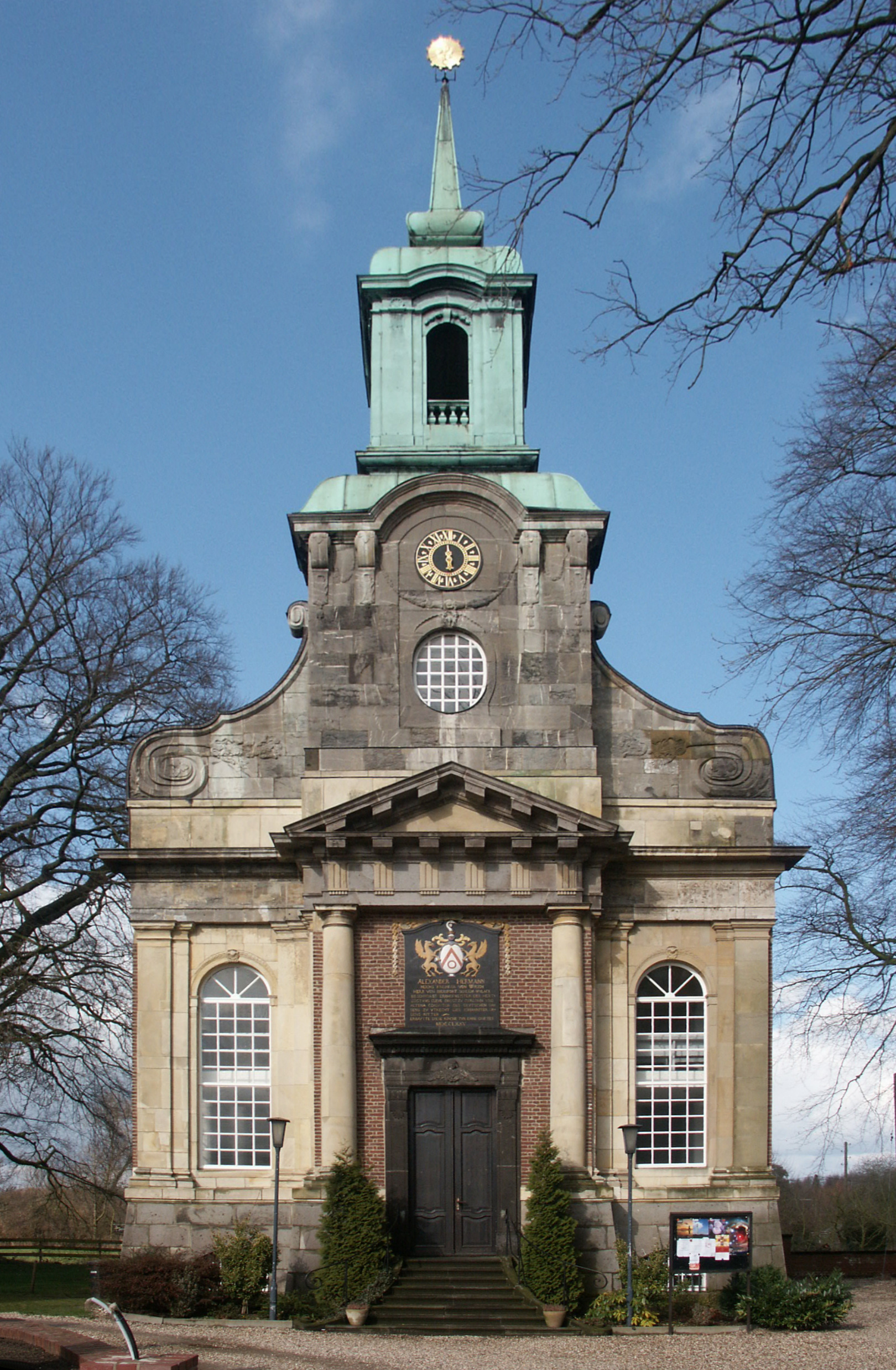
Die Schlosskirche

Die kleine Diersfordter Schlosskirche ist ein freistehendes Backsteingebäude mit halbrunder Apsis im Stil des Spätbarock, das sich auf einem hohen Sockelgeschoss erhebt. Seine südliche Fassade aus Haustein hat einen Risalit, in dem sich das Portal befindet. Es wird von zwei Halbsäulen flankiert, die einen durch Metopen und Triglyphen gegliederten Architrav tragen. Darüber findet sich ein Volutengiebel, der in einem kleinen kupfergedeckten Glockenturm endet. Seine Turmspitze zeigt eine aus getriebenem und vergoldetem Kupfer gefertigte Sonne; eine Symbolik, die sich im Rheinland sonst nur noch in Sonsbeck findet. Die Turmuhr kam im Zweiten Weltkrieg abhanden, das Zifferblatt am Turm ist noch vorhanden.
Über dem Portal findet sich ein Wappenstein mit dem Wappen der Familie von Wylich und der Inschrift
ALEXANDER HERMANN REICHS FREIHERR VON WYLICH HERR VON DIERSFORT SEHLEM WYLACK BIESENHORST ERBHOFMEISTER DES HERTZOGTVMS CLEVE DROST ZV ISERLOHN VND ALTENA COADIVTOR DES DEVTSCHEN ORDENS ZV VTRECHT DES IOHANNITER ORDENS RITTER ERBAVTTE DIESE KIRCHE ZVR EHRE GOTTES MDCCLXXV.
Das Aussehen des Innenraums mit seiner flachen Stuckdecke wird maßgeblich durch einen Wiederaufbau in den Jahren 1951/52 bestimmt. Die Ausstattung zeigt anschaulich den Gegensatz zwischen der Prachtliebe des adligen Kirchenbauherrn und der von der evangelischen Kirche angestrebten Einfachheit von Kirchenräumen. Aus der recht schlichten Ausstattung in späten Rokokoformen sticht vor allem die aufwändige Kanzel hervor, die – ebenso wie die Empore – mit Schnitzereien der Weseler Bildhauerin Eva Brinkmann verziert ist. Ihr gegenüber befindet sich am anderen Ende die neue Orgel der Orgelbaufirma Rainer Müller aus Merxheim, die am 2. Dezember 2012 in einem feierlichen Gottesdienst eingeweiht wurde. Es handelt sich um eine einmanualige vollmechanische Schleifladenorgel mit 13 Registern und 764 Pfeifen.
Die Kirche bietet Platz für etwa 120 Gläubige und ist seit Auflösung des Patronats im August 1959 im Besitz der evangelischen Kirchengemeinde Bislich-Diersfordt-Flüren.

### Sonstige Gebäude
Das sogenannte Porthaus an der Ostseite der Schlossinsel ist ein dreigeschossiger Backsteinbau mit Satteldach, der ursprünglich als Korn- und Saatspeicher diente. An seiner grabenseitigen Außenfront kann anhand von Löchern für Trägerbalken heute noch der Verlauf des einstigen, hölzernen Wehrgangs ausgemacht werden. Durch sein Erbauungsjahr 1432 ist es das älteste profane Gebäude auf Weseler Stadtgebiet. Untersuchungen haben ergeben, dass der Bau sogar auf noch älteren Resten einer alten Ringmauer aus dem frühen 14. Jahrhundert steht. Die Rundbogentore an der Westseite zeugen von seiner späteren Nutzung als Remise. Im Norden schließt sich ihm ein Bau an, der nach einem Brand um 1908 als Pferdestall errichtet wurde. Gemeinsam mit der nördlich daran anschließenden Ruine des Brauhauses und dem darunter liegenden Gewölbekeller stellt das Porthaus den Rest der mittelalterlichen Vorburg dar, deren übrige Gebäude zwischen 1800 und 1831 abgerissen wurden; darunter auch das ehemalige Torhaus, dessen Name Porthaus anschließend auf den Kornspeicher überging.

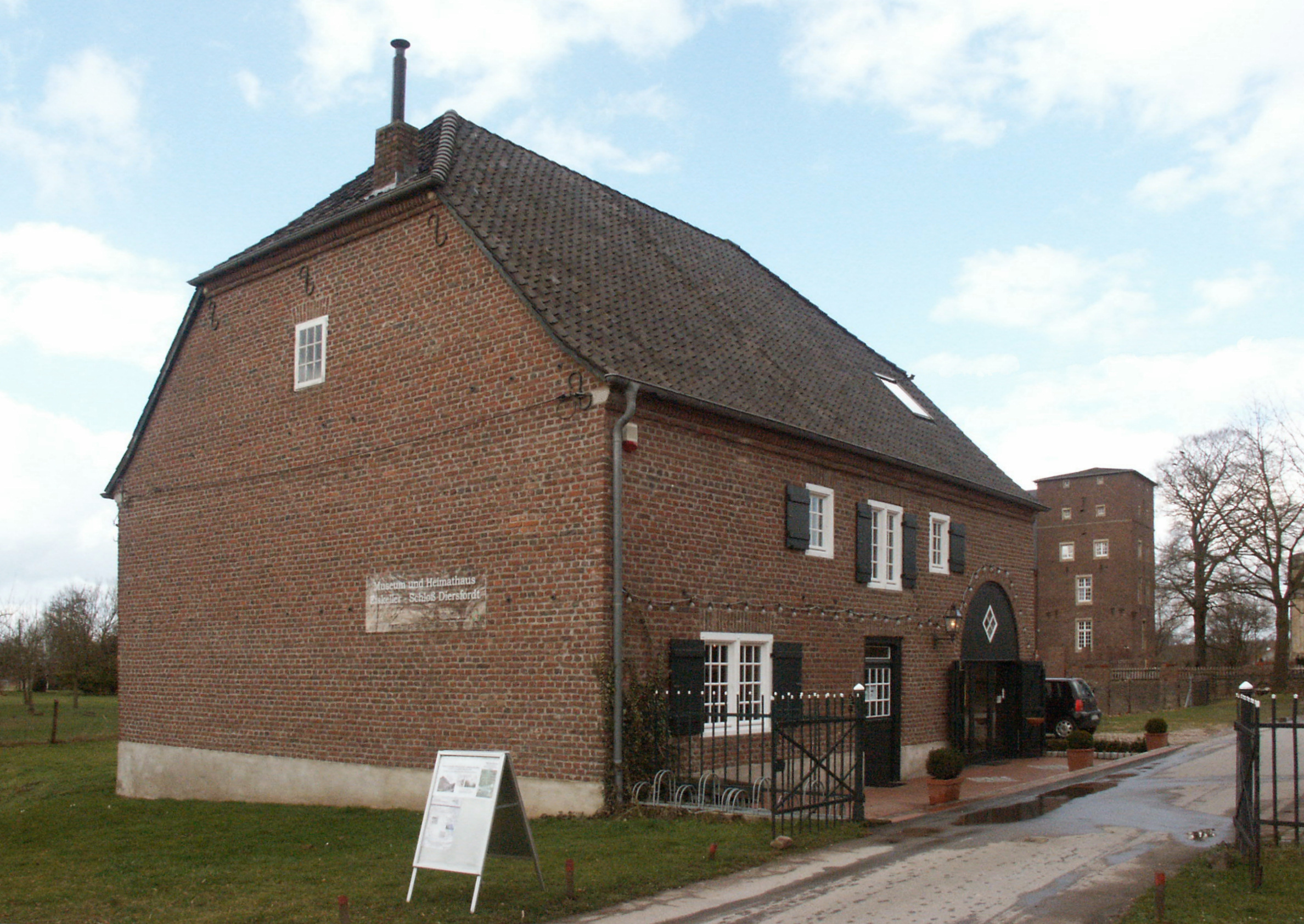
Der Eiskeller

Westlich des Hauptgebäudes steht der sogenannte Schlosshof, der um 1800 auf U-förmigem Grundriss erbaut wurde. Dieser Bauernhof war Wohn- und Arbeitsplatz eines angestellten Verwalters, der die zu Diersfordt gehörigen Äcker und Weiden bewirtschaftete.
Der Weg zur Schlossbrücke wird an beiden Seiten von einem Wirtschaftsgebäude flankiert. Auf der östlichen Seite steht die ehemalige Kornmühle, eine Rossmühle, deren Gebäude ab 1903 unter anderem als Rentamt genutzt wurde und heute ein Privatwohnhaus ist. Ihr spiegelbildliches Pendant am westlichen Rand der Zufahrt ist die einstige Ölmühle, die seit dem 19. Jahrhundert die Bezeichnung Eiskeller trägt. Ihr Gebäude aus Feldbrandsteinen stammt aus der zweiten Hälfte des 18. Jahrhunderts und diente neben dem Mühlenbetrieb auch zur Lagerung von Eis, das aus den zugefrorenen Schlossgräben gesägt und zur Kühlung von Lebensmitteln genutzt wurde.
Hinweise auf die einst vorhandenen formalen Schlossgärten gibt heute die nur noch die Orangerie, die etwa 1777/78 errichtet wurde. Sie besitzt große Rundbogenfenster in ihrer Südwand sowie einen Mittelrisalit, in dem sich früher die doppelflügelige Eingangstür befand. Ein darüber befindlicher Dreiecksgiebel, der die Gebäudemitte zusätzlich betonte, ist seit einer Veränderung des Daches nach dem Zweiten Weltkrieg nicht mehr vorhanden. Auch das sogenannte Badehaus, ein achteckiger Gartenpavillon, erinnert an den nicht mehr existenten Schlosspark. In der zweiten Hälfte des 18. Jahrhunderts erbaut, brannte das achtseitige Schieferdach des Ziegelbaus 2002 ab.

## Geschichte

### Die Anfänge
Das Gründungsdatum der mittelalterlichen Vorgängeranlage des heutigen Schlosses ist nicht bekannt. Ihr Zweck am Rande eines Rheinarms war wahrscheinlich die Sicherung einer dort befindlichen Furt. Im Jahr 1334 wurde das „Haus Dyrsvort“ erstmals urkundlich erwähnt. In jenem Jahr befand es sich im Besitz des Ritters Theodoricus de Heyssen (von Hessen bzw. von Heessen). 1348 scheint urkundlich ein Dirk von Hessen (auch de Hassia) auf, dessen Tochter Hillegont (auch Hille oder Hilla) das Haus Diersfordt in der zweiten Hälfte des 14. Jahrhunderts durch Heirat an Adolf von Wylich (Alef van Wylakken) brachte, der aus dem Weseler Stadtpatriziat stammte. Dieser wurde am 28. Mai 1401 vom Grafen Adolf von Kleve-Mark mit „Dat Hues en dat Guet to der Dyersvoert“ belehnt. In der Belehnungsurkunde wird Diersfordt als festes Haus erwähnt, muss zu jener Zeit also zumindest schon teilweise aus Stein erbaut gewesen sein. Ob zeitgleich schon eine Burgkapelle existierte, ist zwar nicht belegt, aber anzunehmen. Dietrich von Wylich, der Sohn Hillegonts und Adolfs, konnte 1446 mit dem klevischen Erbhofmeisteramt das wichtigste der klevischen Erbämter für seine Familie erwerben, die dadurch die folgenden rund 350 Jahre zu den wichtigsten und angesehensten Familien des Herzogtums gehörte. 1498 erhob Herzog Johann II. von Kleve Diersfordt und seine umliegenden Besitzungen zu einer eigenständigen Herrlichkeit.

### Zerstörungen und Wiederaufbau

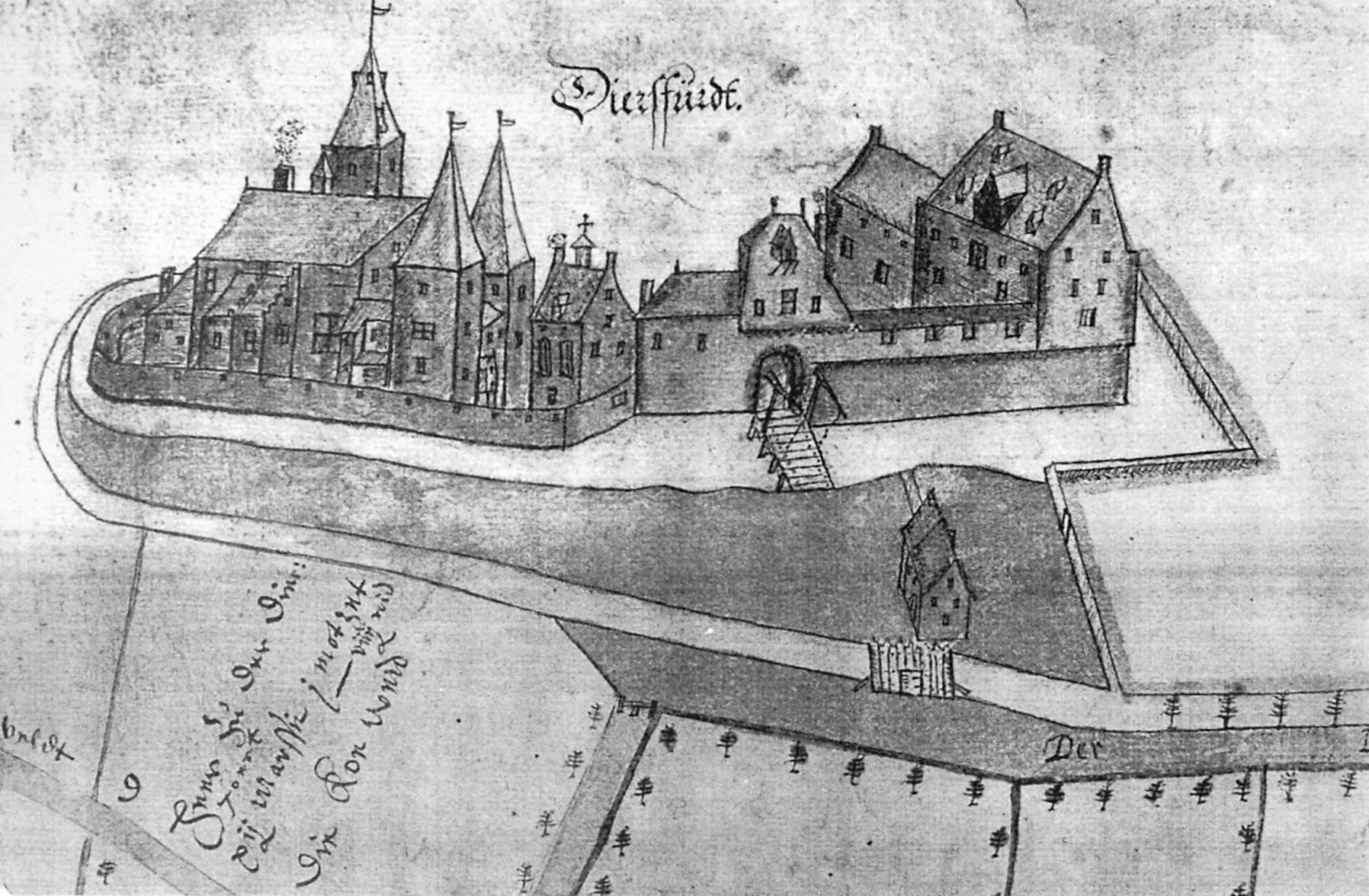
Abbildung der Burg Diersfordt in einem Erbenbuch von 1612

Während des Achtzigjährigen Kriegs wurde die damalige Burg Diersfordt – wie zum Beispiel auch das Schloss Bellinghoven in Rees – stark beschädigt. Spanische Truppen unter der Führung des Admirals Francisco de Mendoza plünderten sie im Jahr 1598 und ließen sie anschließend zerstört zurück. Wie die Burg zu jener Zeit aussah, ist nicht überliefert. Die früheste Abbildung der Anlage findet sich in einem Erbenbuch von 1612. Sie zeigt eine quaderförmige Wohnburg mit drei spitzen Türmen, eine freistehende Burgkapelle und davor liegende Wirtschaftsgebäude. Sie befanden sich auf einer von einem doppelten Grabensystem umgebenen Burginsel, die im Süden durch eine hohe Mauer geschützt war. Zugang gewährte eine Zugbrücke, die zu einem Torhaus führte. An der östlichen Seite des Zugangswegs stand schon damals eine Rossmühle.
Die Anlage wurde im Dreißigjährigen Krieg in Mitleidenschaft gezogen, denn am Morgen des 23. Oktobers 1621 erstürmten und demolierten sie spanische Soldaten. In diesem heruntergekommenen Zustand übernahm sie im März 1648 der preußische Rittmeister Johann Hermann von Wylich zu Pröbsting, der 1649 mit Johanna von Palant die Erbtochter Diersfordts heiratete. Er begann damit, die Verwüstungen der Ländereien, des Waldes und der Schlossgräben zu beseitigen, doch die Instandsetzung und Erneuerung der beschädigten Gebäude konnte erst einer seiner Nachfolger, Alexander Hermann von Wylich (1685–1776), in Angriff nehmen. Der größte der drei Burgtürme war bereits vor 1704 abgetragen worden. Ab 1774 ließ nun Alexander Hermann die heutige Schlosskirche im Stil des späten Rokokos errichten. Die Entwürfe dazu lieferte der Landbaumeister Francke (auch Frank). Beim Tod des Schlossherrn im Mai 1776 war erst der Rohbau samt Dachkonstruktion sowie das Hauptgesims mit dem Wappenstein fertiggestellt. Sein Neffe und Universalerbe Alexander von Wylich setzte das Werk seines Onkels fort. Bis etwa 1780 ließ er die Schlosskirche vollenden und begann anschließend nach den Plänen Franckes mit der Instandsetzung der übrigen Gebäude. Die mittelalterliche Burg wurde dabei zu einem ländlichen Wohnschloss im Stil des Spätbarocks umgebaut. Dazu wurde dem nahezu quadratischen Wohnhaus ein südlicher Teil angefügt und das zerstörte Dach neu mit Schiefer eingedeckt. Das Erscheinungsbild des südlichen Turms wurde dem des nördlichen angepasst, indem er auf drei Stockwerke abgetragen wurde und beide Türme eine niedrige Schweifhaube als Dach erhielten. Der Mittelbau wurde hingegen mit zwei Geschossen ausgestattet, die insgesamt 59 Räume beherbergten. In einigen davon waren noch gegen Ende des 19. Jahrhunderts Stuckdecken im Stil des beginnenden Klassizismus vorhanden. Bei den Umbauarbeiten wurde wohl auch die Grabenanlage verändert und begradigt, um auf dem damit westlich des Hauptgebäudes hinzugewonnenen Platz einen zusätzlichen Wirtschaftshof errichten zu können.

### Brand und Neubau

Das Schloss vor dem großen Brand um 1900

Als Alexander von Wylich 1831 kinderlos starb, kam Diersfordt an den jüngsten Bruder seiner zweiten Frau Anna, den Grafen Anton zu Stolberg-Wernigerode. Unter seiner Familie blieb das Schloss unverändert, ehe das Wohngebäude bei einem Feuer am 21. Dezember 1928 bis auf die Grundmauern niederbrannte. Obwohl die benachrichtigte Feuerwehr schnell vor Ort war, konnte sie das Gebäude nicht mehr retten. Es gelang aber zumindest, Teile des wertvollen Inventars und Mobiliars, das wertvolle Schlossarchiv sowie Kunstgegenstände und etwa 4000 Bücher aus der Schlossbibliothek zu retten. Zwei Feuerwehrleute starben bei dem Einsatz, ein weiterer erlag einige Monate später seinen schweren Verletzungen. Die Schlossruine ließ der damalige Eigentümer, Bolko Graf zu Stolberg-Wernigerode, abreißen, um in den Jahren von 1929 bis 1931 an derselben Stelle einen Neubau zu errichten. Anfänglich sollte das neue Gebäude flächenmäßig genauso groß werden wie sein Vorgänger, doch dieses Vorhaben wurde wegen zu hoher Kosten aufgegeben. Der Bauherr verzichtete auf den Südturm und entschied sich auch für ein verkleinertes Hauptgebäude, dessen neue Dachform sich an dem des Porthauses orientierte. Die dadurch freigewordene Fläche sollte eine Terrasse einnehmen. Die Pläne dafür lieferte der Duisburger Architekt Wilhelm Weimann. Nach der feierlichen Grundsteinlegung am 9. August 1929 konnte bereits im Oktober des gleichen Jahres Richtfest gefeiert werden. Nur einen Monat später war auch schon der komplette Rohbau fertiggestellt. Die Einweihung des 250.000 Reichsmark teuren Neubaus wurde am 19. August 1931 gefeiert.
Auch an der kunsthistorisch wertvollen Schlosskirche mussten zu Beginn des 20. Jahrhunderts diverse Instandsetzungen vorgenommen werden. Die aus dem 18. Jahrhundert stammende Orgel des Duisburger Orgelbauers Abraham Itter musste vollständig überholt werden und erhielt 1928 zudem ein neues Gebläse. Ähnlich verhielt es sich dem kleinen Glockentürmchen der Kirche. Es war in einem derart schlechten baulichen Zustand, dass es bis zum Juni 1903 für rund 6000 Goldmark fast vollständig erneuert werden musste. Auch die übrige Bausubstanz hatte seit der Errichtung arg gelitten und war überholungsbedürftig. Doch erst durch das am 21. September 1933 erlassene Zweite Gesetz zur Verminderung der Arbeitslosigkeit (als Teil des Reinhardt-Programms zur „Förderung der nationalen Arbeit“) konnten entsprechende Maßnahmen umgesetzt werden. Dazu gehörten eine erneute Reparatur der Orgel und eine Komplettrenovierung in den Jahren 1933/34. Während dieser Zeit fanden die Gottesdienste im Schloss statt.

### Ab dem Zweiten Weltkrieg
Während der Kämpfe um den Rheinübergang der britischen 2. Armee im Jahr 1945 wurde das Hauptgebäude des Schlosses am 23./24. März durch Granatfeuer schwer beschädigt. Sein Dach und die Turmhaube wurden dabei zerstört. Besonders schwer traf es die Schlosskirche. Sie wurde derart schwer getroffen, dass ihre östliche Seite vollständig weggerissen wurde. Die kleine Glocke von 1747, die aufgrund ihres Alters nicht als Glockenspende für die Rüstungsindustrie hatte abgegeben werden müssen, wurde von Geschützfeuer durchlöchert. Auch die Orgel wurde, mit Ausnahme des Blasebalgs und der elektrischen Windmaschine, zerstört.
Bolko Graf von Stolberg-Wernigerode musste nach Kriegsende sein Schloss verlassen und es der britischen Militärregierung als Sitz des Kommandanten des Kreises Rees, Adam Duncan Chetwynd, 9. Viscount Chetwynd, zur Verfügung stellen. Das Hauptgebäude erhielt ein flaches Notdach und wurde notdürftig für seine neue Bestimmung hergerichtet. Unter anderem wurden die Fußbodenplatten aus der Schlosskirche entfernt, um sie beim Wiederaufbau des Hauptgebäudes zu nutzen. Britische Truppen demontierten aus der ehedem stark beschädigten Kirche zudem das Kirchengestühl und den Altar, ehe italienische Soldaten die Kanzel und das übrig gebliebene, fest installierte Gestühl zerhackten.
Bolko vererbte Diersfordt 1956 seinem Sohn Siegfried, der es jedoch nicht mehr als Wohnsitz nutzte. Das Schloss stand deshalb in der Folgezeit leer. In den 1970er und 1980er Jahren wurde die Anlage nach einer Renovierung als Sanatorium genutzt, ehe ein erneuter Leerstand folgte.
Die Schlosskirche wurde von August 1950 bis September 1952 wiederaufgebaut und repariert. Schon am 4. Dezember 1951 konnte in ihr ein erster Gottesdienst stattfinden. 1957 wurde zudem eine neue Orgel angeschafft sowie eine neue, größere Glocke im Turm installiert. Von 1967 bis 1974 fand eine grundlegende Sanierung des Kirchenbaus statt, die mit Gesamtkosten von 225.000 DM zu Buche schlug. Ihr folgte im Jahr 2000 eine Renovierung, bei der unter anderem das Kupferdach des Turms repariert sowie Wappen und Inschrift über dem Portal überholt wurden und das Innere der Kirche einen neuen Anstrich erhielt.

### Heutige Nutzung
Siegfried Graf von Stolberg-Wernigerode verkaufte das Schlossareal 1996/97 an die Familie Beichert, die umfangreiche Renovierungsarbeiten an der Anlage vornehmen ließ. Sie nutzt das Hauptgebäude heute als Hochzeits- und Eventlocation.
1995 initiierte der Heimatverein Diersfordt eine grundlegende Restaurierung des Eiskellers, um das Gebäude anschließend als Museum und Heimathaus zu nutzen. Seine Eröffnung fand im September 2004 zum Tag des offenen Denkmals statt. Seitdem informieren dort Wechsel- und Dauerausstellungen über die Geschichte der Herrlichkeit und des Schlosses sowie über die Landschaftsentwicklung der Umgebung.
Seit 2012 findet auf dem Schlossgelände alljährlich am zweiten Septemberwochenende ein frühmittelalterlicher Handwerksmarkt statt.